# 谢尔盖·祖巴托夫
谢尔盖·瓦西里耶维奇·祖巴托夫（俄语：Серге́й Васи́льевич Зуба́тов；1864年4月7日—1917年3月15日），俄罗斯帝国警官，1896年—1902年担任公共安全与秩序保卫部莫斯科局局长，1902年—1903年任俄罗斯内务部警察厅官员。任内，出面在莫斯科、明斯克等地建立在警察监护下的社会主义组织，如1901年5月在莫斯科首先建立“机械工人互助协会”。它们在工人中宣称沙皇自愿满足工人的经济要求，甚至鼓动和策划工人举行拥护沙皇的示威游行；当工人发动罢工时，这些所谓的社会主义组织就要厂主向工人让步，答应工人提高工资、改善劳动条件和生活条件等经济要求；它们还向工人极力介绍和宣扬改良主义思潮，以此让工人打消革命的意愿。这种做法被称为“祖巴托夫主义”（又称“警察社会主义”）。1903年，革命工人纷纷转向科学社会主义，祖巴托夫的警察社会主义组织被迫解散，警察社会主义宣告破产。1917年俄国革命时，自杀。